# Brennermäuerl
Das Brennermäuerl oder Flatschjoch (italienisch Passo Vallaccia) ist ein 2395 Meter hoher Gebirgspass im Tuxer Kamm der Zillertaler Alpen zwischen der Flatschspitze und dem Wolfendorn.
Das Brennermäuerl verbindet, wie auch das weiter südwestlich gelegene Schlüsseljoch, das Wipptal mit dem Pfitscher Tal. Der Zugang vom Brennerpass bzw. der Ortschaft Brenner erfolgt auf einem Fahrweg über die Häusergruppe Brennerwolf bis zur Luegeralm und von dort auf einem alten Saumpfad, am Ende meist über Geröll, zur Passhöhe. Von dort geht es über die Grubbergalm hinunter nach Grube und Kematen.
Für die Überschreitung vom Brenner über das Brennermäuerl nach Kematen sind ca. 5 Stunden Gehzeit erforderlich.
Von Österreich kommend führt auch der Tiroler Höhenweg über den Wolfendorn zum Brennermäuerl und als Landshuter Höhenweg weiter über die Flatschspitz.